# Chloroleucon tortum
Chloroleucon tortum, também conhecida como tataré, jacaré, piteco, jurema, angico-branco ou ainda vinhático-de-espinho, é uma espécie de legume da família Fabaceae. É nativa da Mata Atlântica carioca, no Brasil.

## Características

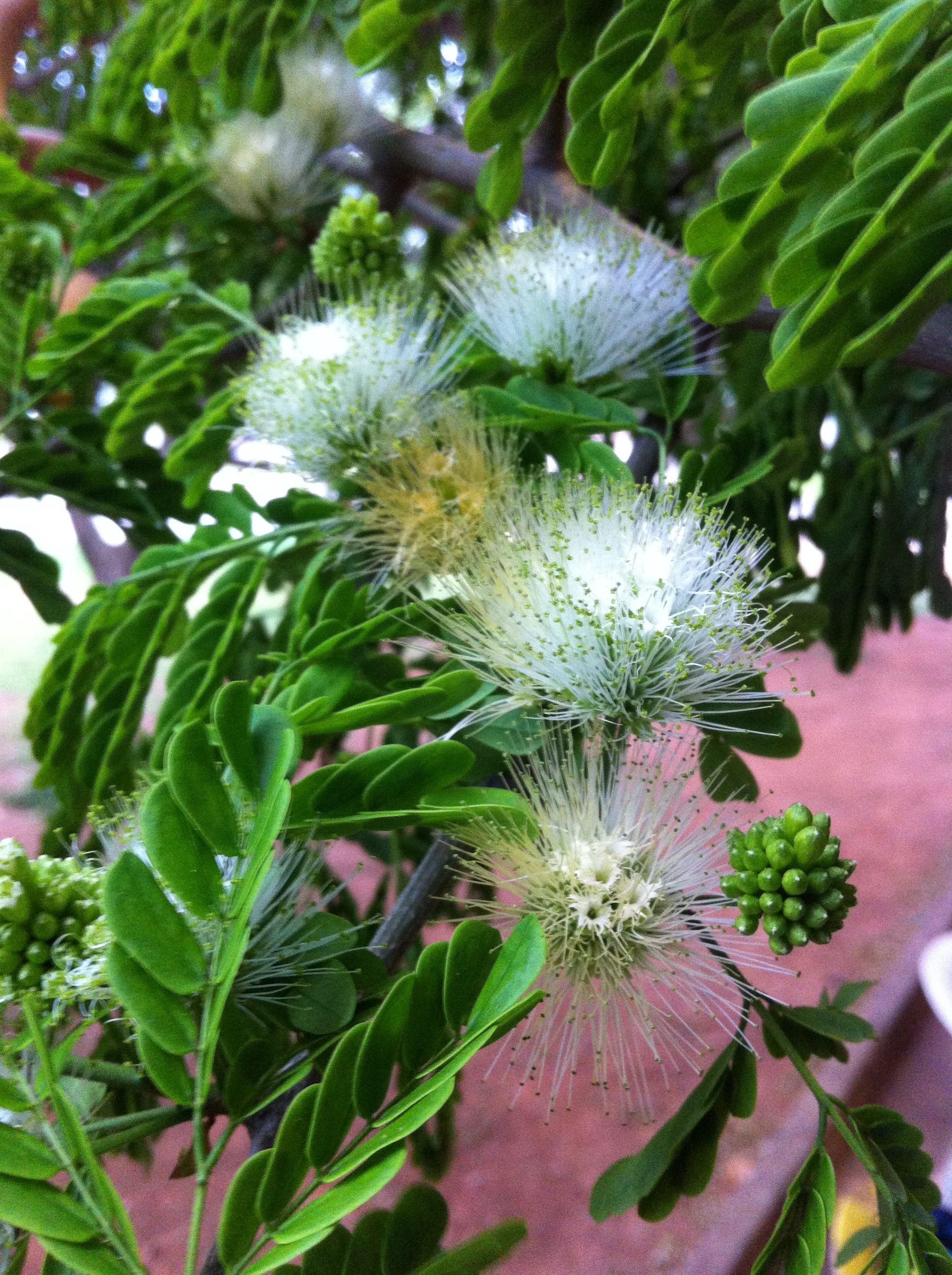
Flor de tataré no Parque do Ibirapuera, São Paulo

O piteco é uma árvore que pode atingir de 7 a 12 metros. Possui o tronco tortuoso, que dá nome à espécie, e pode atingir até 50 cm de diâmetro. A casca é lisa e esbranquiçada, descamante, normalmente expondo uma madeira branca e de aparência marmorizada, visualmente semelhante ao pau ferro.
As folhas são compostas bipinadas, de cor verde claro, possuem cerca de 3 pares de espinhos, e até 8 pares de folíolos oblongos, cada um com cerca de 15 mm de comprimento por até 5 mm de largura.  
A copa baixa e arredondada, podendo atingir até 6 metros de largura. As flores são brancas com tons amarelados, globosas (em forma de escova), com muitos estames e de forte perfume. O fruto é um legume em formato helicoidal, popularmente conhecido como "orelha de macaco". A maturação ocorre entre o final do inverno e início da primavera. As sementes são amareladas, com cerca de 5mm, e embora numerosas, têm baixa capacidade de germinação. 

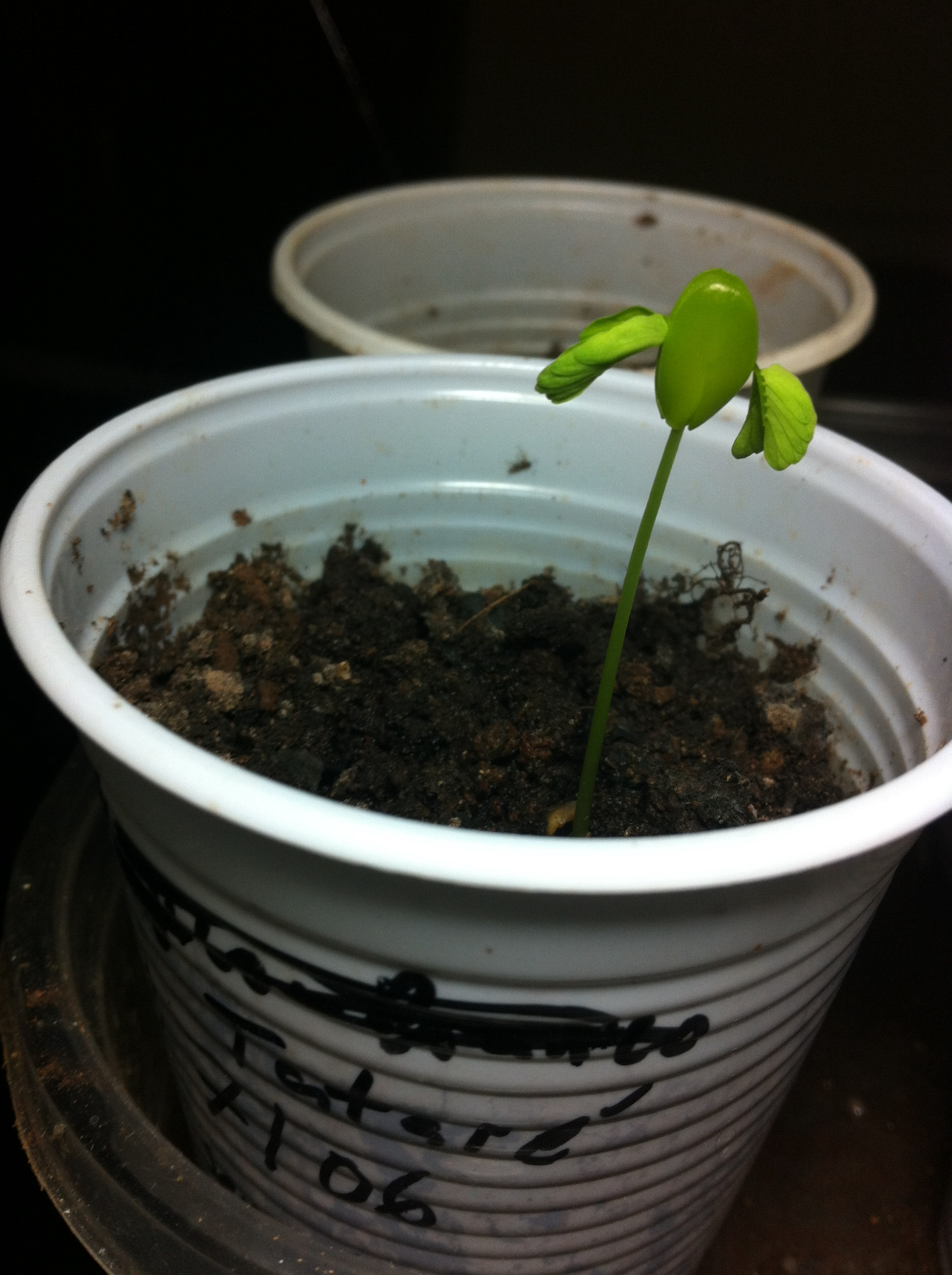
Chloroleucon tortum, uma semana desde o semeio, coletada no Parque do Ibirapuera, em São Paulo

## Ocorrência
Nas zonas de restinga e matagais arenosos da Mata Atlântica, na região costeira do Rio de Janeiro.
Prefere solos arenosos, mas com presença de matéria orgânica. Cresce sob sol pleno, e embora tolere períodos de seca, prefere clima úmido, desenvolvendo-se melhor em áreas com grande precipitação.
Encontra-se na lista da União Internacional para a Conservação da Natureza e dos Recursos Naturais na categoria "em perigo crítico".

## Usos
O piteco é uma árvore com aparência distinta, e é popular como árvore ornamental, tendo sido utilizada pelos paisagistas Burle Marx e Luiz Emygdio de Mello Filho na arborização do Aterro do Flamengo, por exemplo.
Sua madeira é dura e compacta, de aparência marmorizada, e de grande resistência se preservada das intempéries. É utilizada para objetos decorativos e artísticos, como objetos torneados e cabos de ferramentas. 
O piteco também é uma árvore útil para a recomposição de áreas degradadas, pois suporta bem a insolação direta e não é particularmente exigente quanto às condições do solo.
Essa árvore é muito popular como bonsai, dada sua resistência e aparência distinta - a cor da madeira e a descamação da casca atribuem uma aparência envelhecida muito rápida ao tronco. Ela é muito adaptável e fácil de modelar, pois seu crescimento rápido e galhos estratificados na horizontal permitem o treinamento mesmo sem aramação, utilizando apenas a poda. Internacionalmente é conhecida como "brazilian raintree", em alusão à receptividade da planta às regas constantes e ao ambiente úmido . 